# 2016年Dyn网络攻击
2016年Dyn网络攻击发生在2016年10月21日。事件涉及多个阻斷服務攻擊，这些攻击的目标都是域名系统提供商Dyn公司，这些攻击造成服务器位于欧洲和北美的大型互联网平台和服务无法直接访问。匿名者组织和一个名为“新世界的黑客”的组织均声称对这场袭击负责。
Dyn公司和其他DNS提供商提供域名到对应IP地址之间的转换服务，这场DDoS攻击通过恶意操控数以百万计的IP地址来大量要求域名服务器进行DNS解析。网络安全员相信这场攻击涉及到由众多物联网设备（包括打印机、網路監控攝影機、家庭路由器和婴儿监视器）组成的一个殭屍網絡，这些设备均已感染了Mirai恶意软件。这场攻击估计有1.2Tbps的流量，是迄今为止规模最大的网络攻击。

## 时间表和影响
根据Dyn公司发布的情况，第一波分布式拒绝服务攻擊于早上7点开始，后在9:20解决。然而没过多久，在上午11:52便出现了第二次攻击，大量网民随即报告他们难以连上网络。下午4点之后又出现了第三次攻击。Dyn于当天下午6:11发表声明称已解决全部问题。

### 受影响的网站
以下是部分受到攻击影响的网站。
- Airbnb[12]
- Amazon.com[10]
- Ancestry.com（英语：Ancestry.com）[13][14]
- The A.V. Club[15]
- BBC[14]
- 波士顿环球报[12]
- Box[16]
- 商业内幕[14]
- CNN[14]
- Comcast[17]
- CrunchBase[14]
- DirecTV[14]
- 上古卷軸Online[14][18]
- Electronic Arts[17]
- Etsy[12][19]
- FiveThirtyEight[14]
- 福克斯新闻[20]
- 卫报[20]
- GitHub[12][17]
- Grubhub[21]
- HBO[14]
- Heroku[22]
- HostGator（英语：HostGator）[14]
- iHeartRadio[13][23]
- Imgur[24]
- Indiegogo[13]
- Mashable[25]
- 国家冰球联盟[14]
- Netflix[14][20]
- 纽约时报[12][17]
- Overstock.com（英语：Overstock.com）[14]
- PayPal[19]
- Pinterest[17][19]
- Pixlr[14]
- PlayStation Network[17]
- Qualtrics[13]
- Quora[14]
- Reddit[13][17][19]
- Roblox[26]
- Ruby Lane（英语：Ruby Lane）[14]
- RuneScape[13]
- SaneBox（英语：SaneBox）[22]
- Seamless（英语：Seamless (company)）[24]
- Second Life[27]
- Shopify[12]
- Slack[24]
- SoundCloud[12][19]
- Squarespace[14]
- Spotify[13][17][19]
- 星巴克[13][23]
- Storify（英语：Storify）[16]
- Tumblr[13][17]
- Twilio[13][14]
- Twitter[12][13][17][19]
- Verizon[17]
- Visa[28]
- Vox Media[29]
- 沃尔格林[14]
- 华尔街日报[20]
- Wikia[13]
- Wired[16]
- Wix.com[30]
- 世界摔角娱乐网络服务[31]
- Xbox Live[32]
- Yammer[24]
- Yelp[14]
- Zillow[14]

## 调查
安全专家在本次攻击前后均能够明显看到受Mirai控制的僵尸电脑有所增长。
白宫发言人透露美國國土安全部已经开始调查这场网络攻击。没有黑客组织对这场袭击造成的直接后果负责。Dyn的首席策略师在接受采访时表示，攻击公司服务器的方式很复杂，不像平常普通的DDoS攻击。美国选举援助委员会咨询委员会的成员芭芭拉·西蒙斯博士表示，这样的攻击可能会影响海外军队或平民的网络投票。
Dyn公司披露，根据商业风险情报公司闪点（Flashpoint）和Akamai公司的信息，这次袭击是由众多物联网设备（包括網路監控攝影機、家庭路由器和婴儿监视器）组成的一个殭屍網絡发起，这些设备均已感染了Mirai恶意软件。另一家安全公司BackConnect先前的报告指出：这场攻击的类型是借助Mirai恶意软件构架的僵尸网络。Dyn表示，他们收到数以千万计IP地址发来的恶意DNS解析请求。Mirai设计上允许在强力的安全物联网设备中开放远程控制端口。网络安全研究员Brian Krebs指出Mirai的源代码已经在几个星期前以开源的方式发布到互联网上，这将使对罪犯的调查更加困难。
10月25日，美国总统奥巴马发表声明称，目前调查人员还不知道谁是这场网络攻击的主谋。

## 疑犯
在与网站Politico的通信中，黑客组织“新世界的黑客”声明对这起袭击负责，他们称这次攻击是对厄瓜多尔切断其驻英国大使馆的互联网访问行为的报复，该使馆是維基解密创始人朱利安·阿桑奇进行政治避难的地方。然而他们的说法尚未得到证实。维基解密在Twitter上提到了这次攻击，称“阿桑奇还活着，维基解密还会继续。我们要求支持者停止攻击美国互联网。你们已经证明了你们的观点。”“新世界的黑客”声称他们过去还攻击过其他网站，包括BBC和ESPN。
10月26日，闪点()公司表示：这场网络攻击很有可能是通过脚本小子之手进行的。
中國杭州雄迈信息技术有限公司的摄像模组，由于默认密码过于简单，是此次攻击病毒使用的手段之一。該公司聲稱2015年4月已經解決默认密码过于简单的問題，並宣布召回四種早期消费类網路摄像頭，總數約四百三十萬台。Flashpoint的安全專家指稱問題來自使用者無法修改密碼，使得駭客可以輕易使用。